# Дюссельдорф (хоккейный клуб)

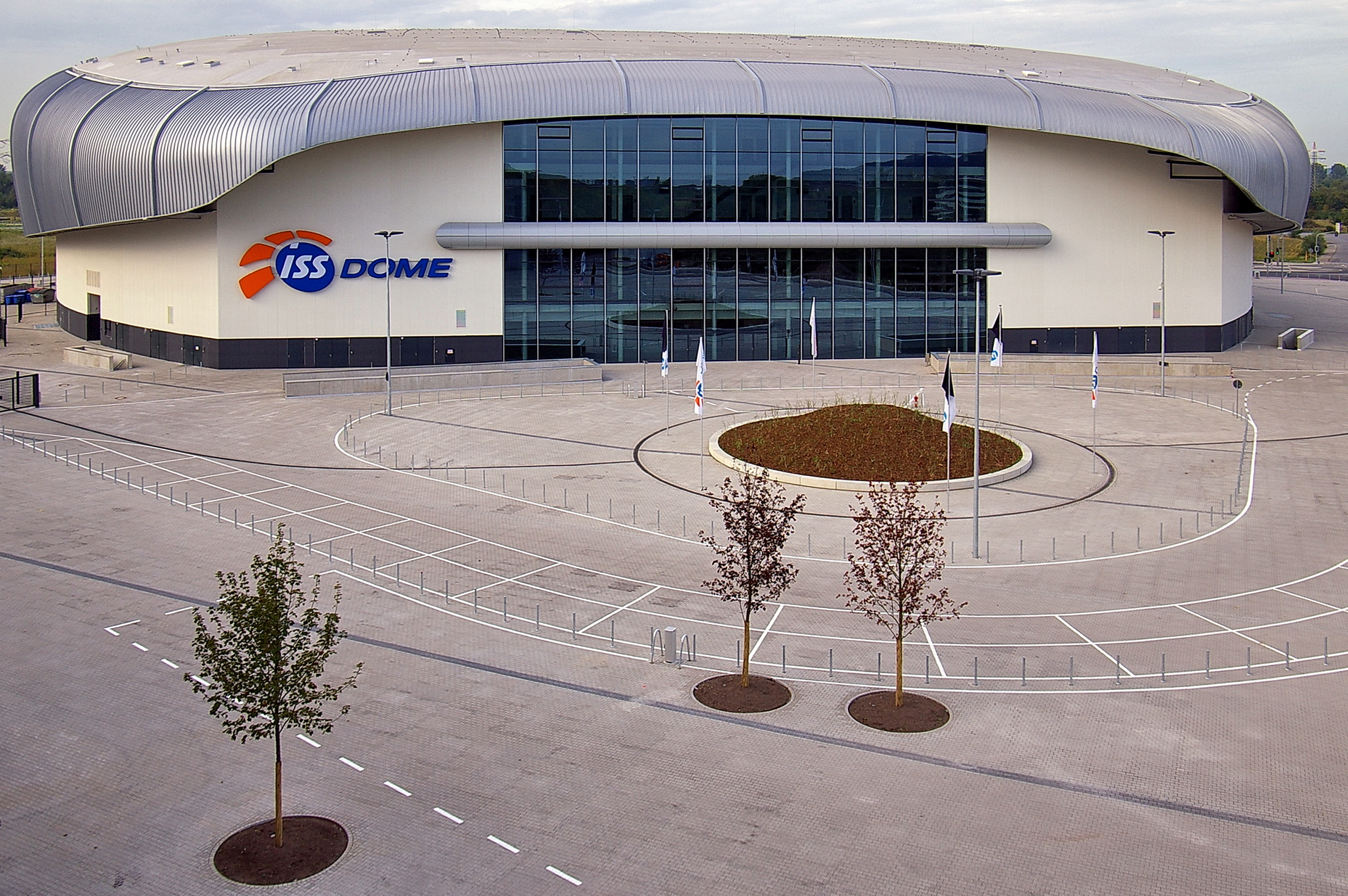
ISS Dome

«Дюссельдо́рф» (нем. Düsseldorfer EG, часто просто DEG) — германский хоккейный клуб из города Дюссельдорф. Выступает в Немецкой хоккейной лиге.

## История
В 1935—2001 годах и с 2012 года клуб называется «Дюссельдорф», в 2001—2012 годах — «ДЕГ Метро Старс» (DEG Metro Stars; тогда права на название команды принадлежали торговой сети Metro AG).

Лого клуба 2001-2012

С сезона 2006/07 годов клуб играет на новом стадионе ISS Dome на севере Дюссельдорфа (район Rath) с 12 500 сидячих мест. Во время хоккейных игр часть трибун преобразуются в 4000 стоячих мест, благодаря чему общая вместимость увеличивается до 13 400.

## Достижения
- Чемпион Германии — 1967, 1972, 1975, 1990, 1991, 1992, 1993, 1996.
- Обладатель Кубка Германии — 2006.
- Финалист Кубка европейских чемпионов — 1992

## Известные хоккеисты
- Виктор Гордиюк (1996—2001)
- Роберт Дитрих (2005—2008)
- Александр Зульцер (2003—2007)
- / Эван Кауфман (2008—2012)
- Алексей Кудашов (1995—1997)
- / Виктор Нечаев (1983—1984)
- Жан-Себастьян Обен (2009—2012)
- Йохен Раймер (2006—2007)
- Патрик Раймер (2004—2012)
- Андрей Трефилов (2000—2006)
- Герхард Унтерлуггауэр (2002—2004)
- Корбиниан Хольцер (2007—2010)
- / Брендан Шэнахэн (1994)